# 恋はパニック
「恋はパニック」（こいはパニック）は、ベイビーレイズの楽曲で、6枚目のシングル。2014年1月29日にポニーキャニオンより発売。2013年11月19日に行われた「虎視眈眈Vol.7」内で発売されることが発表された。曲紹介は虎ノ門道場で大矢が考えた「四六時中独り占めしたいの恋はパニック」。

## 収録曲

### 初回生産限定盤A
CD
1. 恋はパニック [4:26]
(作詞・作曲・編曲：鶴)
  - フジテレビ系バラエティ番組『めちゃ×2イケてるッ!』2014年（1月 - 12月）エンディングテーマ。
  - 振付は西田一生（西田プロジェクト）が担当。

2. 新しい世界 [4:21]
(作詞・作曲：安野勇太(Hawaiian6))
3. ビッグ☆スター! [3:56]
(作詞・作曲：津野米咲(赤い公園)、編曲：笹路正徳)
4. 恋はパニック (Instrumental)
5. 新しい世界 (Instrumental)
6. ビッグ☆スター! (Instrumental)

DVD
1. 「恋はパニック」 Music Video
2. 「虎ノ門列伝」　-デビュー一周年　虎威編-
3. 「恋はパニック」 ジャケットメイキング

特典
1. イベント参加券
2. オリジナル・トレーディングカード(タイプA)全5種より1種
3. モバイルポイント加算QR＆シリアルコード(8pt)

### 初回生産限定盤B
CD
1. 恋はパニック
2. 新しい世界
3. ゲート・オブ・ザ・タイガー〜前略、虎ノ門より〜 [4:17]
(作詞・作曲・編曲：富澤タク a.k.a. 遅刻(Number the.、グループ魂))
4. 恋はパニック (Instrumental)
5. 新しい世界 (Instrumental)
6. ゲート・オブ・ザ・タイガー〜前略、虎ノ門より〜 (Instrumental)

DVD
1. 「恋はパニック」 Music Video
2. 「恋はパニック」 Dance Ver.
3. 「虎ノ門列伝」 -虎ノ門ハイスクール編-
4. 「恋はパニック」 Music Video メイキング

特典
1. イベント参加券
2. オリジナル・トレーディングカード(タイプB)全5種より1種
3. モバイルポイント加算QR&シリアルコード(8pt)

### 通常盤
CD
1. 恋はパニック
2. 新しい世界
3. 恋はパニック (Instrumental)
4. 新しい世界 (Instrumental)

特典
初回生産分のみに封入。
1. イベント参加券
2. モバイルポイント加算QR＆シリアルコード(5pt)